# Wigan
Wigan er en by i det nordvestlige England, med et indbyggertal (pr. 2004) på cirka 87.000. Byen ligger i grevskabet Greater Manchester i regionen North West England. 
Wigan er hjemby for fodboldklubben Wigan Athletic F.C. og er fødeby for sangeren Limahl, musikeren Richard Ashcroft og skuespillerne Greg Ellis og Roy Kinnear blandt andre. 
- Wikimedia Commons har flere filer relateret til Wigan

1. ↑  www.citypopulation.de (fra Wikidata).